# Cratere Andapa
Andepa è un cratere sulla superficie di Marte.